# 內田彩
内田彩（日语：／ Uchida Aya，1986年7月23日—）是日本的女性聲優、歌手及演員。出生於日本群馬縣太田市。於《仰望天空的少女瞳中的世界》的第八回廣播節目上出道。經紀公司為ACROSS ENTERTAINMENT。

## 經歷
- 高中畢業後進入了代代木動畫學院，朝表演的道路上前進。JTB Entertainment第一期生。
- 2008年，JTB Entertainment學院在籍中，作為聲優初次亮相於電視動畫《おでんくん》[1]。
- 2009年，在電視動畫《仰望天空的少女瞳中的世界》首次正式演出。同年10月完成了《KIDDY GiRL-AND》電視動畫的主演。
- 2012年，以「μ's from Love Live!」的名義，參與Animelo Summer Live 2012 -infinity∞的演出。
- 2013年7月21日，舉辦了場名為「内田彩Birthday Party♪」的生日活動。門票在開賣後短時間內就銷售一空，因此後來還追加了額外的門票名額。
- 2014年6月1日，在"JAM 2014「アニソンDay」"上，以個人名義，正式的首度發表新曲「アップルミント」（蘋果薄荷）和「Breezin'」。
- 2014年11月10日，被聘為日本群馬縣的「群馬縣觀光代言人」。
- 2014年11月12日，發售名為「アップルミント」（蘋果薄荷）的CD專輯，以此正式作為一位歌手出道。
- 2015年，在第九屆声優アワード（聲優獎），作為「μ's」的成員之一獲頒了「歌唱賞」的殊榮。
- 2016年4月，正式離開JTB Entertainment，移籍至目前所屬的新事務所Across Entertainment。[2]
- 2016年8月13日，在日本武道館舉辦《AYA UCHIDA Complete LIVE ～COLORS》演唱會。

## 人物
- 在現場直播、演唱會和各種活動中，很經常性的被鏡頭捕捉到喝水的動作。
- 成為聲優的契機是小時候十分喜歡《美少女戰士》並想成為水手月亮。[3]
- 身高156cm。興趣是點心製作、觀賞演唱會、逛街。
- 喜歡讀書，在中學時代因為同學遞給她看了「声優グランプリ」這本雜誌，因此知道了聲優這樣的職業。[4]一直想著「這就像進入故事中一樣是一個美妙的工作」，在調查聲優中，想成為聲優這樣的心情變得更強烈了。[5]
- 受影響比較深的聲優，培訓學校時代開始關係友好的是緒方惠美。憧憬的聲優是大谷育江。[3]
- 十分喜歡唱歌，現階段主要都是角色歌，總有一天會唱自己自身的歌曲，在2014年出了第一張個人的歌曲專輯《アップルミント》[1]。
- 喝酒很厲害的人，喜歡的酒是啤酒和紅葡萄酒。
- 老家養著一隻名為“キキ”的貓。[6]
- 喜歡製作點心，如蘋果派、巧克力蛋糕、裝飾蛋糕捲等，製作各式各樣的東西。[7][8]
- 母親曾是壘球選手。[9]

## 演出作品
※粗體字表示說明飾演的主要角色。

### 電視動畫
2008年
- 淘氣小親親（女學生、參加的客人B、機場的客人A）
- おでんくん（日语：おでんくん）（小女生、OL、ランちゃん）

2009年
- 天使特警KIDDY GIRL-AND（愛絲庫爾）
- 涼宮春日的憂鬱（2009年版）（小孩子）
- 仰望天空的少女瞳中的世界（日高力）
- 奇蹟列車～歡迎來到大江戶線～（千夏）

2010年
- 超元氣3姊妹（加藤真由美、赤羽、沼南）
- 可愛巧虎島（おじぎそう）
- 夢色蛋糕师（早見繪里香）
- 世紀末超自然學院（偶像）

2011年
- 超元氣3姊妹 增量中!（加藤真由美）
- 迴轉企鵝罐（藍）
- Rio RainbowGate!（依露·阿達姆斯、艾露·阿達姆斯）
- 輕鬆百合（古谷楓）
- FreeZing（堤希菲尼尔）

2012年
- 直笛與背包Do☆（小雛）
- 直笛與背包Re☆（小雛）
- 千歲Get You!!（千歲母親、店員）
- 輕鬆百合♪♪（古谷楓）
- 美少女死神 還我H之魂！（烏爾絲）

2013年
- 漫研社（麻衣）
- Vividred Operation（四宮向日葵）
- Love Live!（南小鳥）
- 宇宙戰艦大和號2199（岬百合亞）※2012年起于电影院先行上映
- 女神異聞錄 惡魔求生者2（新田維緒）
- 直笛與背包Mi☆（小雛）

2014年
- Z/X IGNITION（利蓋爾）
- Love Live! 第二季（南小鳥）
- 漫研社－妄想災難－（麻衣）
- TRINITY SEVEN（神無月亞琳）

2015年
- 聖劍使的禁咒詠唱（瑪里思）
- 靈感少女（辣妹幽靈）
- 黏黏糊糊！！角質君2期（ハナタソ）
- Million Doll（鎌倉日奈美）
- 其實我是（紫紫戶獅穗）
- 小森拒不了！（小森朱梨）
- 輕鬆百合 3☆High！（古谷楓）

2016年
- 莉露莉露妖精～妖精之門～（向日葵、紅蜻蜓、菇菇、豌豆）
- 至高指令（源寧寧）
- 槍彈辯駁3 －The End of 希望峰學園－ 未來篇（苗木困）
- 槍彈辯駁3 －The End of 希望峰學園－ 希望篇（苗木困）
- 終末的伊澤塔（碧安卡）

2017年
- 漫研社～surgical friends～（麻衣、麻衣A－G、獨角獸）
- 鎖鏈戰記 ～赫克瑟塔斯之光～（瑪莉娜）
- 動物朋友（背包[10]、幸運獸、未來）
- 不要輸！！惡之軍團！（KAKUWA☆旁白們 第4話旁白）

2018年
- 伊藤潤二驚選集（小川）
- 你還是不懂群馬（篠岡京[11]、少年）
- 驚爆危機！Invisible Victory（幸·篠原）
- 百鍊霸王與聖約女武神（志百家美月[12]）
- 隔壁的吸血鬼美眉（青木夕[13]）
- RELEASE THE SPYCE（青葉初芽[14]）

2019年
- 動物朋友2（背包[15]、幸運獸）
- RobiHachi（ティアニー）
- 小書痴的下剋上：為了成為圖書管理員不擇手段！（芙麗妲）
- Z/X Code reunion（利蓋爾[16]）
- 神田川JET GIRLS（翠田祈[17]）

2020年
- 魔法紀錄 魔法少女小圓外傳（天音月咲）
- 〈Infinite Dendrogram〉-無盡連鎖-（伊麗莎白·S·阿爾塔）
- 小書痴的下剋上：為了成為圖書管理員不擇手段！第2部（芙麗妲）
- 鐵路浪漫譚（蘭[18]）
- 強襲魔女 通往柏林之路（服部靜夏）

2021年
- Hortensia SAGA 蒼之騎士團（庫兒·摩里摩爾）
- 燒窯的話也要馬克杯（真土泥右衛門）
- 給不滅的你（帕洛娜）
- 魔法紀錄 魔法少女小圓外傳 2nd SEASON -覺醒前夜-（天音月咲）
- 燒窯的話也要馬克杯 二番窯（真土泥右衛門、松瀨理央[19]）
- 群馬寶寶（あおま）
- 星光魔法！（彌生雛）
- 因為不是真正的夥伴而被逐出勇者隊伍，流落到邊境展開慢活人生（蒂奧德萊[20]）

2022年
- 魔法紀錄 魔法少女小圓外傳 Final SEASON -淺夢的黎明-（天音月咲）
- 小書痴的下剋上：為了成為圖書管理員不擇手段！第3部（芙麗妲[21]）
- RPG不動產（イサナ）
- 契約之吻（蜂須賀莎花[22]）
- 軟軟噗尼寵物小精靈（らぶるん、ゆかのママ）
- POP TEAM EPIC（第2期）（テピバッグ）
- 給不滅的你 Season2（帕洛娜）

2023年
- 轉生貴族的異世界冒險錄～不知自重的眾神使徒～（希爾可[23]）
- 我喜歡的女孩忘記戴眼鏡（川戶明日香[24]）
- 英雄教室（伊歐娜[25]）
- Crypto Ninja 咲耶（シャオラン[26]）
- 地下忍者（山田美月）

2024年
- 因為不是真正的夥伴而被逐出勇者隊伍，流落到邊境展開慢活人生 2nd（愛絲妲[27]）
- Crypto Ninja 咲耶 貳之卷（シャオラン）
- 精靈小姐瘦不了（奧、豬野明穗[28]）
- 軟軟噗尼寵物小精靈 噗尼2（らぶるん[29]）

2025年
- 軟軟噗尼寵物小精靈 噗尼3（らぶるん[30]）
- 明日方舟 焰燼曙明（阿麗娜[31]）
- Crypto Ninja 咲耶 參之卷（シャオラン[32]）
- 給不滅的你 Season3（阪奈[33]）

### OVA
2010年
- 幸福光暈（女子高中生）

2011年
- Baby Princess3D Paradise 0（love）（五女-天使螢）

2013年
- Love Live!（南小鳥）

2014年
- 絕滅危愚少女 Amazing Twins（等等力天音）
- 當不成勇者的我，只好認真找工作了。（繆麗·崔瑟）
- 輕鬆百合（古谷楓）

### 劇場版動畫
2009年
- 天上人與亞克托人最後的戰鬥（日高力）

2012年
- 強襲魔女劇場版（服部靜夏）

2014年
- 宇宙戰艦大和號2199 遊星方舟（岬百合亞）

2015年
- 幸福光暈～畢業寫真～（進藤巧美）
- Love Live! 學園偶像電影（南小鳥）

2017年
- 劇場版 TRINITY SEVEN -悠久圖書館與鍊金術少女-（神無月亞琳）

2019年
- 劇場版 TRINITY SEVEN -天空圖書館與緋紅的魔王-（神無月亞琳）

2024年
- 擊浪青春（安田夏央莉[34]）

### 網路動畫
2025年
- 無尾熊繪日記（無尾熊[35]）

### 遊戲
2008年
- 幕末戀華 新選組 DS（深雪太夫、小孩子、店裡的女人、藝妓）

2012年
- 女友伴身邊（長谷川美卯）

2013年
- 神明與命運革命的悖論（淺蔥）
- Vividred Operation：Hyper Intimate Power（四宫向日葵）
- Love Live! 學園偶像祭（南小鳥）

2014年
- 絕對絕望少女 槍彈辯駁Another Episode（苗木困）
- Love Live! 學園偶像天國（南小鳥）

2015年
- 碧藍幻想（「西南西的守護神」アンチラ）
- 巴哈姆特之怒（波拉）
- 白貓Project（艾希莉亞）
- ω迷宮（美桃奈子）
- 企業☆女孩（ミカエラ・ザッカルド）

2018年
- 碧藍航線（半人馬）

2019年
- Love Live! 學園偶像祭 ALL STARS（南小鳥）

2021年
- 閃耀幻想曲（小森朱梨）
- 白夜極光（艾希）

2023年
- 寶可夢大師（妮莫）

### 廣播節目
- （大阪放送：助手角色）
- 仰望天空的少女瞳中的世界廣播（Lantis Web Radio：主要成員）
- （ポッドキャスト：生徒&進行役）
- Radio「KIDDY GiRL-AND」GTO咖啡廳「Touch&GO!」（Lantis Web Radio：主要成員）
- （BBQR、超!A&G+）（2010年7月9日－10月1日）
- （ラジオ大阪：メインパーソナリティ）（2010年4月－2011年4月）
- （HiBiKi Radio Station）（2010年12月10日－2011年5月13日）
- （音泉：メインパーソナリティー）（2012年3月26日－2013年10月1日）
- （音泉：2014年2月26日 - 7月30日）メインパーソナリティー
- （超!A&G+：2014年4月7日 - ）メインパーソナリティー
- （FMぐんま：2014年4月7日 - 2015年3月30日）メインパーソナリティー
- （FMぐんま：2015年4月3日 - ）メインパーソナリティー
- （ListenRadio→超!A&G+：2014年9月17日 - 2016年3月23日）
- （文化放送、ラジオ大阪、超!A&G+：2014年10月5日 - ）メインパーソナリティー

### DVD
- 日本美敦力 NA
- Foolish

### 電影
- 劇場版 カンナさん大成功です!（工廠的前輩、女國中生（編織物動畫片段的聲音））（2009/1/17播映）

### 活動
- 於2008年的東京電玩展演出。

### CD

#### 廣播劇CD
- Serengeti 第1卷（校條棗）
- （南小鳥）
- Snow halation（南小鳥）
- Love marginal（南小鳥）
- （南小鳥）
- （南小鳥）
- （南小鳥）
- （南小鳥）
- （南小鳥）
- （南小鳥）
- Wonderful Rush（南小鳥）
- （イシリーン）
- （岬百合亞）
- （岬百合亞）
- 劍神的繼承者（櫻井日奈子）

## 音樂作品

### 單曲
| 枚  | 發售日         | 標題               | 規格編號                          | 規格編號   | 最高位量 |
| 枚  | 發售日         | 標題               | 初回限定盤                        | 通常盤     | 最高位量 |
| --- | -------------- | ------------------ | --------------------------------- | ---------- | -------- |
| 1st | 2016年11月30日 | SUMILE SMILE       | COZC-1262-3                       | COCC-17234 | 6位      |
| 2nd | 2018年5月9日   | So Happy           | COZC-1434-5                       | COCC-17449 | 15位     |
| 3rd | 2019年3月6日   | Sign／Candy Flavor | COZC-1514/5（A） COZC-1518/9（B） | 不適用     | 16位     |
| 4th | 2020年3月4日   | Reverb             | COZC-1631-2                       | COCC-17745 | 31位     |
| 5th | 2021年6月2日   | Pale Blue          | COZC-1753-4                       | COCC-17883 | 11位     |
| 6th | 2021年11月10日 | Canary Yellow      | COZC-1826/7                       | COCC-17923 |          |
| 7th | 2023年5月24日  | Preview            | COZC-2018-9                       | COCC-18118 |          |

### 專輯
| 枚  | 發售日         | 標題          | 規格編號                           | 規格編號   | 最高位 |
| 枚  | 發售日         | 標題          | 初回限定盤                         | 通常盤     | 最高位 |
| --- | -------------- | ------------- | ---------------------------------- | ---------- | ------ |
| 1st | 2014年11月12日 |               | COZX-2001/2                        | COCX-1001  | 13位   |
| 2nd | 2015年7月22日  | Blooming!     | COZX-1067/8（A） COZX-1069/70（B） | COCX-39222 | 9位    |
| 3rd | 2017年9月13日  | ICECREAM GIRL | COZX-1365/6（A） COZX-1367/8（B）  | COCX-40081 | 2位    |
| 4th | 2019年11月27日 | Ephemera      | COZX-1597-8                        | COCX-41001 | 22位   |

### 概念專輯
| 枚  | 發售日        | 標題                                 | 規格編號    | 規格編號    | 規格編號     | 最高位 |
| 枚  | 發售日        | 標題                                 | CD+BD       | CD+DVD      | CD           | 最高位 |
| --- | ------------- | ------------------------------------ | ----------- | ----------- | ------------ | ------ |
| 1st | 2016年2月10日 | Sweet Tears                          | 不適用      | COZX-1124-5 | 不適用       | 8位    |
| 1st | 2016年2月10日 | Bitter Kiss                          | 不適用      | COZX-1126-7 | 不適用       | 9位    |
| 2rd | 2018年7月18日 | AYA UCHIDA Complete Box ～50 Songs～ | COZX-1460-3 | 不適用      | COCX-40405-7 | 19位   |

### 參與作品
| 发售日   | 标题                                                                                            | 名义 | 乐曲 | 协作                                     |
| 2009年   | 2009年                                                                                          | 2009年 | 2009年 | 2009年                                   |
| -------- | ----------------------------------------------------------------------------------------------- | --- | --- | ---------------------------------------- |
| 11月25日 | Baby universe day                                                                               | 愛絲庫爾（内田彩）、庫·菲兒（合田彩） | 「Baby universe day」 「Day×Day」                                                                            | 電視動畫《KIDDY GiRL-AND》片頭曲         |
| 12月9日  |                                                                                                 | 愛絲庫爾（内田彩） | 「」 「Growing UP!」                                                                                         | 電視動畫《KIDDY GiRL-AND》片尾曲         |
| 12月23日 |                                                                                                 | 愛絲庫爾（內田彩）、庫·菲兒（合田彩）、ディア（高橋夢波）                                                                                            | 「」 | 電視動畫《KIDDY GiRL-AND》插曲           |
| 12月23日 | 愛絲庫爾（內田彩）                                                                              | 「」 | | 電視動畫《KIDDY GiRL-AND》插曲           |
| 2010年   |                                                                                                 | | |                                          |
| 2月10日  | [キディ・ガーランド キャラクターソング#Vol.1 アスクール] 错误：{{Lang}}：无效参数：\|3=（帮助） | 愛絲庫爾（内田彩） | 「」 「」 | 電視動畫《KIDDY GiRL-AND》角色歌         |
| 8月25日  |                                                                                                 | Love Live! | 「」 「」 | 《Love Live!》                           |
| 11月24日 |                                                                                                 | 喜歡佐藤到不行隊［緒方愛梨（茅原實里）、伊藤詩織（井口裕香）、加藤真由美（內田彩）］                                                                 | 「もぅ絶対I♡YOU」 「佐藤くんが好きでしょうがない隊」                                                         | 電視動畫《超元氣三姊妹》角色歌           |
| 12月22日 | Snow halation                                                                                   | μ's | 「Snow halation」 「baby maybe 恋のボタン」                                                                  | 《Love Live!》                           |
| 2011年   |                                                                                                 | | |                                          |
| 5月25日  | Love marginal                                                                                   | Printemps［高坂穗乃果（新田惠海）、南小鳥（內田彩）、小泉花陽（久保由利香）］                                                                        | 「Love marginal」 「sweet&sweet holiday」                                                                    | 《Love Live!》                           |
| 7月27日  |                                                                                                 | 螢（内田彩）、冰柱（藤田咲）、星花（三森鈴子） | 「」 「MELODY」                                                                                              | OVA《Baby Princess 3Dぱらだいす0》片頭曲 |
| 8月24日  |                                                                                                 | μ's | 「」 「Mermaid festa」                                                                                       | 《Love Live!》                           |
| 12月14日 |                                                                                                 | 南小鳥（内田彩） | 「」 「」 「」 「Snow halation」 「」 「Love marginal」 「sweet&sweet holiday」 「」 「Mermaid festa vol.1」 | 《Love Live!》                           |
| 2012年   |                                                                                                 | | |                                          |
| 2月8日   | 新・百歌聲爛II 女性聲優篇                                                                       | （本人） | 「」〜 「Butter-Fly」〜 「」〜 「」〜 「」〜 「WILL」〜 「」〜 「」〜 「」〜 「」                            | -                                        |
| 2月15日  |                                                                                                 | μ's | 「」 「」 | 《Love Live!》                           |
| 6月27日  | 告白日和、です!                                                                                 | 南小鳥（內田彩）、小泉花陽（久保由利香） | 「告白日和、です!」                                                                                          | 《Love Live!》                           |
| 6月27日  | 告白日和、です!                                                                                 | 南小鳥（内田彩） | 「」 | 《Love Live!》                           |
| 9月5日   | Wonderful Rush                                                                                  | μ's | 「Wonderful Rush」 「Oh, Love & Peace!」                                                                     | 《Love Live!》                           |
| 2013年   |                                                                                                 | | |                                          |
| 1月23日  |                                                                                                 | μ's | 「」 「WILD STARS」                                                                                          | 電視動畫《Love Live!》片頭曲             |
| 2月6日   |                                                                                                 | μ's | 「」 「」 | 電視動畫《Love Live!》片尾曲             |
| 2月20日  | ／START:DASH!!                                                                                  | 高坂穗乃果（新田惠海）、南小鳥（內田彩）、園田海未（三森鈴子）                                                                                       | 「」 「START:DASH!!」                                                                                        | 電視動畫《Love Live!》插入歌             |
| 3月6日   | これからのSomeday／Wonder zone                                                                  | 高坂穗乃果（新田惠海）、南小鳥（內田彩）、園田海未（三森鈴子）、星空凛（飯田里穗）、西木野真姬（Pile）、小泉花陽（久保由利香）、矢澤妮可（德井青空） | 「」 | 電視動畫《Love Live!》插入歌             |
| 3月6日   | これからのSomeday／Wonder zone                                                                  | μ's | 「Wonder zone」                                                                                              | 電視動畫《Love Live!》插入歌             |
| 3月9日   | ギリギリ最強あいまいみー!                                                                       | 愛（大坪由佳）、麻衣（內田彩）、美依（內田真禮） | 「」 | 電視動畫《漫研社》主題歌                 |
| 3月9日   | ギリギリ最強あいまいみー!                                                                       | 麻衣（内田彩） | 「」 | 電視動畫《漫研社》角色歌                 |
| 3月9日   | ギリギリ最強あいまいみー!                                                                       | 麻衣（內田彩）、美依（内田真禮） | 「」 | 電視動畫《漫研社》角色歌                 |
| 4月3日   | No brand girls／START:DASH!!                                                                    | μ's | 「No brand girls」 「START:DASH!!」                                                                          | 電視動畫《Love Live!》插曲               |
| 4月24日  | Love Live! Blu-ray 第2卷初回限定版特典CD                                                        | 南小鳥（內田彩）、園田海未（三森鈴子） | 「Anemone heart」                                                                                            | 電視動畫《Love Live!》角色歌             |
| 4月24日  | ビビッドレッド・オペレーション Blu-ray&DVD 第2卷特典CD                                          | 一色茜（佐倉綾音）、四宮向日葵（內田彩） | 「Stray Sheep Story」                                                                                        | 電視動畫《Vividred Operation》片尾曲     |
| 4月24日  | ビビッドレッド・オペレーション Blu-ray&DVD 第2卷特典CD                                          | 三枝若葉（大坪由佳）、四宮向日葵（內田彩） | 「mealstrom」                                                                                                | 電視動畫《Vividred Operation》角色歌     |
| 5月29日  | ビビッドレッド・オペレーション Blu-ray&DVD 第3卷特典CD                                          | 一色茜（佐倉綾音）、二葉葵（村川梨衣）、三枝若葉（大坪由佳）、四宮向日葵（內田彩）、黑騎蕾（內田真禮）                                               | 「Vivid Shining Sky」                                                                                        | 電視動畫《Vividred Operation》片尾曲     |
| 5月29日  | ビビッドレッド・オペレーション Blu-ray&DVD 第3卷特典CD                                          | 一色茜（佐倉綾音）、二葉葵（村川梨衣）、三枝若葉（大坪由佳）、四宮向日葵（內田彩）、黑騎蕾（內田真禮）                                               | 「Let's be together!!」                                                                                      | 電視動畫《Vividred Operation》角色歌     |

### 旁白
- 商品說明

### 舞台
- （2011年1月16日、Theater KASSAI）

### 网络电视
- （2011年5月25日—2013年12月、NICONICO直播）[37]
- （2011年、デッドエンド Orchestral Manoeuvres in the Dead End公式サイト）
- （2012年12月28日—2013年8月8日、NICONICO直播）
- （2013年1月14日—4月10日、NICONICO直播）
- （2013年6月21日—2014年3月7日、NICONICO直播）
- 「魔法笑女マジカル☆うっちー」（2014年2月16日~現）
- 『内田彩のもっとお水ください！』（2014年4月24日）

### 其他
- Monster Welt Online

## 脚注
1. 1 2  . 騰訊動漫. 2015-09-27  [2015-09-28]. （原始内容存档于2015-10-01）.
2. ↑  .   [2016-04-12]. （原始内容存档于2019-05-07） （日语）.
3. 1 2  . ツイアニ.   [2013-07-05]. （原始内容存档于2013-06-09） （日语）.
4. ↑  2014/11/27錄製的"内田彩的請給我更多的水 第8回"-10分40秒處 （页面存档备份，存于）
5. ↑  応援メッセージ （页面存档备份，存于） 声グラWEB （页面存档备份，存于） 主婦の友社 （页面存档备份，存于）
6. ↑  Love Live!μ's First LoveLive!演唱會 Printemps小組片段
7. ↑  . アニメイトタイムズ. 2016-10-21  [2016-11-09]. （原始内容存档于2016-11-09） （日语）.
8. ↑  . 電視動畫「你還是不懂群馬」官方網站. 2018-03-02  [2018-03-02]. （原始内容存档于2018-03-03） （日语）.
9. ↑  . 電視動畫「百鍊霸王與聖約女武神」官方網站.   [2020-11-01]. （原始内容存档于2018-03-24） （日语）.
10. ↑  . 電視動畫「隔壁的吸血鬼美眉」官方網站.   [2018-08-09]. （原始内容存档于2020-09-21） （日语）.
11. ↑  . Natalie. 2018-06-01  [2021-04-11]. （原始内容存档于2021-04-11） （日语）.
12. ↑  . 電視動畫「動物朋友2」官方網站.   [2018-10-29]. （原始内容存档于2018-10-29） （日语）.
13. ↑  . 電視動畫「Z/X Code reunion」官方網站.   [2019-06-18]. （原始内容存档于2019-10-08） （日语）.
14. ↑  . 電視動畫「神田川JET GIRLS」官方網站.   [2019-08-01]. （原始内容存档于2019-10-08） （日语）.
15. ↑  . .   [2020-11-01]. （原始内容存档于2020-09-05） （日语）.
16. ↑  @yakumo_project.  (推文). 2021-08-30 –Twitter.
17. ↑  . Comic Natalie. 2021-08-30  [2021-08-30]. （原始内容存档于2021-08-31） （日语）.
18. ↑  . Comic Natalie. 2021-08-06  [2021-08-06]. （原始内容存档于2021-08-06） （日语）.
19. ↑  . MANTANWEB. 2022-06-04  [2022-06-04]. （原始内容存档于2022-06-05） （日语）.
20. ↑  @tenseikizoku.  (推文). 2022-12-05  [2022-12-05] –Twitter （日语）.
21. ↑  . Comic Natalie. 2023-06-05  [2023-06-05] （日语）.
22. ↑  . Comic Natalie. 2023-05-22  [2023-05-22]. （原始内容存档于2023-05-29） （日语）.
23. ↑  . Comic Natalie. 2023-06-02  [2023-06-02]. （原始内容存档于2023-06-03） （日语）.
24. ↑  . Comic Natalie. 2023-11-22  [2023-11-22]. （原始内容存档于2023-11-23） （日语）.
25. ↑  . Comic Natalie. 2024-06-06  [2024-06-06]. （原始内容存档于2024-06-06） （日语）.
26. ↑  . Comic Natalie. 2024-08-08  [2024-08-08]. （原始内容存档于2024-08-08） （日语）.
27. ↑  . Comic Natalie. 2025-06-20  [2025-06-20] （日语）.
28. ↑  . YouTube. 2025-04-26  [2025-04-26] （日语）.
29. ↑  . Comic Natalie. 2025-06-14  [2025-06-14] （日语）.
30. ↑  . Comic Natalie. 2025-07-04  [2025-07-04] （日语）.
31. ↑  . Comic Natalie. 2024-07-02  [2024-07-02] （日语）.
32. ↑  . Comic Natalie. 2025-07-25  [2025-07-25] （日语）.
33. 1 2 3 4 5 6 7 8  星空凛（飯田里穗）、南小鳥（内田彩）、東條希（楠田亞衣奈）、小泉花陽（久保由利香）、矢澤妮可（德井青空）、絢瀨繪里（南條愛乃）、高坂穗乃果（新田惠海）、西木野真姬（Pile）、園田海未（三森鈴子）的组合。
34. ↑  2011年7月号、アスキー・メディアワークス、 166頁。

## 外部連結
- ACROSS ENTERTAINMENT 内田彩（页面存档备份，存于）（日語）
- 内田彩 OFFICIAL WEBSITE （页面存档备份，存于）（日語）
- 内田彩 Official Music Information Site （页面存档备份，存于）（日語）
- 内田彩オフィシャルブログ「うちだのたまご。」 （页面存档备份，存于）(停用)（日語）
- 内田彩 公式ブログ Powered by LINE （页面存档备份，存于）(使用中)（日語）
- ☆内田彩 音楽スタッフ公式☆ (@uchidaaya_staff) | Twitter （页面存档备份，存于）
- 内田彩 (@aya_uchida) | Twitter （页面存档备份，存于）
- ayauchida（@aya_uchi_da）• Instagram
- 内田彩 Music Information （页面存档备份，存于）